# Маріупольський грецький округ
Маріупольський грецький округ — узагальнена назва міста Маріуполь та 24-х колоній грецьких вихідців із Криму та Анатолії, що утворилися в 1779—1826 роках у межах Маріупольського та Олександрівського повітів Катеринославської губернії.

## Історія та адміністративно-територіальний устрій
Переселення відбулося на підставі грамоти цариці Катерини II. Переселенці мали пільги на 10 років від всих повинностей, їм дарувалося право суду та розправи і 1 234 475 десятин землі, кількість якої згодом суттєво зменшили.
Керівником греків був кримський митрополит Ігнатій (Гозадін). Округ перебував у віданні окремого Маріупольського грецького судді, котрий об'єднував функції поліційної, судової та адміністративної влади. З 1852 року маріупольські греки підпорядковувалися дії загальних узаконень.
Багато назв колоній нагадували край походження колоністів — Крим. Особливістю були два наріччя колоністів — грецьке (апла) і татарсько-турецьке, принесене з Криму. Основними заняттями колоністів були рільництво, скотарство, рибальство та дрібна торгівля.
Станом на 1859 рік територія округу (в Олександрівському повіті) розподілена на три частини. Перша частина розміщувалася біля кордону із Землею Війська Донського, на річках Кальміус, Волноваха, Дубівка, і включала села Сартана, Чермалик, Карань, Ласпа, Велика Каракуба (Аргин), Бешев, Гнатівка (Дубівка, Бурджи), Стила, Волноваха (Бугас), Анадолія (Анатолія). До другої частини входили села, що лежали на річках Кальчик, Ялах, Вовча, між 2-м, 3-м та 4-м станами Олександрівського повіту: Старий Крим, Чердакли, Мало-Янисаль, Новий Керменчик (Дьорть-Оба), Нова Каракуба (Гончариха), Старий Керменчик, Великий-Янісаль, Камар, Богатир, Костянтинопіль та Улакла (Джембрек). Третя частина розміщувалася на поштовому тракті з Маріуполя до Криму. Сюди входили села Мангуш, Ялта і Урзуф.